# Ácido aspártico
O ácido aspártico (cuja forma iónica é conhecida como aspartato) é um dos aminoácidos codificados pelo código genético, sendo portanto um dos componentes das proteínas dos seres vivos.
É um aminoácido não essencial em mamíferos, tendo uma possível função de neurotransmissor excitatório no cérebro. Como tal, existem indicações que o ácido aspártico possa conferir resistência à fadiga. É também um metabolito do ciclo da ureia e participa na gluconeogénese e pode ser neurotóxico.
O aspartato faz também parte do adoçante aspartame.

## Metabolismo
Em mamíferos, o  in vivo a . Este metabolito é também o precursor da síntese do aspartato. A enzima responsável por esta reacção é a aspartato aminotransferase que, como o nome indica, transfere um grupo amina do glutamato para o oxaloacetato para formar aspartato (o outro produto da reacção é o α-cetoglutarato). Este processo ocorre na matriz mitocondrial. O aspartato pode então sair do mitocôndrio e participar no ciclo da ureia, servindo de precursor para o metabolito argininosuccinato. Através deste processo, o aspartato serve de precursor para a síntese de outro aminoácido, a arginina.
O aspartato também serve de precursor na síntese de purinas e pirimidinas. É doador de átomos de azoto, provindos do seu grupo amina, em diferentes passos da síntese de purinas. Na síntese de pirimidinas, o aspartato tem um papel de maior importância, já que oferece o seu esqueleto de carbono como base de construção do anel da base azotada.
As plantas também são capazes de sintetizar aspartato. Após a fixação de CO2 sob a forma de oxaloacetato, este sofre transaminação com um outro aminoácido, originando aspartato e o α-cetoácido correspondente. Algumas plantas usam o aspartato como transportador de CO2; neste caso, a reacção de transaminação inversa ocorre, formando-se oxaloacetato que é depois reduzido a malato (este origina subsequentemente CO2).
Em bactérias, o aspartato origina os aminoácidos metionina, treonina e lisina.